# Амбасадор Србије у Сједињеним Америчким Државама
Амбасадор Србије у Сједињеним Америчким Државама је званични представник Владе Републике Србије у Сједињеним Америчким Државама.